# 베네수엘라의 대통령 목록
이 항목은 베네수엘라의 역대 대통령 목록이다.

## 목록
| 번 | 대통령                   | 대통령                                                                       | 대               | 임기             | 임기                          | 집권 방식                              | 출신 직업                  |
| 번 | 사진                     | 이름                                                                         | 대               | 취임일           | 퇴임일                        | 집권 방식                              | 출신 직업                  |
| -- | ------------------------ | ---------------------------------------------------------------------------- | ---------------- | ---------------- | ----------------------------- | -------------------------------------- | -------------------------- |
| 1  |                          | 크리스토발 멘도사 Cristóbal Mendoza (1772년 ~ 1829년)                        | 1                | 1811년 3월 5일   | 1812년 3월 21일               | 간접 선거                              | 독립운동가, 정치인, 사상가 |
| 2  |                          | 프란시스코 에스페호 Francisco Espejo (1758년 ~ 1814년)                       | 2                | 1812년 3월 21일  | 1812년 4월 3일                | 간접 선거                              | 독립운동가, 법조인         |
| 3  |                          | 프란시스코 데 미란다 Francisco de Miranda (1750년 ~ 1816년)                  | 3                | 1812년 4월 26일  | 1812년 7월 25일               | 의회에 의해 임명                       | 독립운동가, 군인           |
| 4  |                          | 시몬 볼리바르 Simón Bolívar (1783년 ~ 1830년)                                |                  |                  |                               |                                        |                            |
| 4  | 4                        | 시몬 볼리바르 Simón Bolívar (1783년 ~ 1830년)                                | 1813년 8월 7일   | 1814년 12월 5일  | 임시 대통령                   | 독립운동가, 남아메리카 해방군 총사령관 |                            |
| 4  | 5                        | 시몬 볼리바르 Simón Bolívar (1783년 ~ 1830년)                                | 1817년 10월      | 1819년 12월 17일 | 임시통치위원회에 의해 임명    | 독립운동가, 남아메리카 해방군 총사령관 |                            |
| 4  | 6                        | 시몬 볼리바르 Simón Bolívar (1783년 ~ 1830년)                                | 1819년 12월 17일 | 1829년 11월 25일 | 간접 선거                     | 독립운동가, 남아메리카 해방군 총사령관 |                            |
| 5  |                          | 호세 안토니오 파에스 José Antonio Páez (1790년 ~ 1873년)                     |                  |                  |                               |                                        |                            |
| 5  | 7                        | 호세 안토니오 파에스 José Antonio Páez (1790년 ~ 1873년)                     | 1829년 11월 25일 | 1830년 5월 6일   | 샌프란시스코 총회에 의해 임명 | 독립운동가, 군인                       |                            |
| 5  | 8                        | 호세 안토니오 파에스 José Antonio Páez (1790년 ~ 1873년)                     | 1830년 5월 6일   | 1831년 3월 24일  | 발렌시아 의회에 의해 임명     | 독립운동가, 군인                       |                            |
| 5  | 9                        | 호세 안토니오 파에스 José Antonio Páez (1790년 ~ 1873년)                     | 1831년 3월 24일  | 1835년 1월 20일  | 간접 선거                     | 독립운동가, 군인                       |                            |
| 6  |                          | 안드레스 나르바르테 Andrés Narvarte (1781년 ~ 1853년)                        | 10               | 1835년 1월 20일  | 1835년 2월 9일                | 대통령 직무 대행                       | 독립운동가, 정치인, 법조인 |
| 7  |                          | 호세 마리아 바르가스 José María Vargas (1786년 ~ 1854년)                     | 10               | 1835년 2월 9일   | 1835년 7월 9일                | 간접 선거                              | 내과 의사                  |
| -  |                          | 호세 마리아 카레뇨 José María Carreño (1792년 ~ 1849년)                      | 10               | 1835년 7월 27일  | 1835년 8월 20일               | 대통령 직무 대행                       | 독립운동가, 군인 장성      |
| 7  |                          | 호세 마리아 바르가스 José María Vargas (1786년 ~ 1854년)                     | 10               | 1835년 8월 20일  | 1836년 4월 24일               | 대통령 직무 대행                       | 내과 의사                  |
| 6  |                          | 안드레스 나르바르테 Andrés Narvarte (1781년 ~ 1853년)                        | 10               | 1836년 4월 24일  | 1837년 1월 20일               | 대통령 직무 대행                       | 독립운동가, 정치인, 법조인 |
| 8  |                          | 호세 마리아 카레뇨 José María Carreño (1792년 ~ 1849년)                      | 10               | 1837년 1월 20일  | 1837년 3월 11일               | 대통령 직무 대행                       | 독립운동가, 군인 장성      |
| 9  |                          | 카를로스 소우블레테 Carlos Soublette (1789년 ~ 1870년)                       | 10               | 1837년 3월 11일  | 1839년 2월 1일                | 대통령 직무 대행                       | 독립운동가, 군인 장성      |
| 5  |                          | 호세 안토니오 파에스 José Antonio Páez (1790년 ~ 1873년)                     | 11               | 1839년 2월 1일   | 1843년 1월 28일               | 간접 선거                              | 독립운동가, 군인           |
| 9  |                          | 카를로스 소우블레테 Carlos Soublette (1789년 ~ 1870년)                       | 12               | 1843년 1월 28일  | 1847년 1월 20일               | 간접 선거                              | 독립운동가, 군인 장성      |
| 10 |                          | 호세 테데오 모나가스 José Tadeo Monagas (1784년 ~ 1868년)                    | 13               | 1847년 1월 20일  | 1851년 2월 5일                | 간접 선거                              | 독립운동가, 군인           |
| 11 |                          | 호세 그레고리오 모나가스 José Gregorio Monagas (1795년 ~ 1858년)             | 14               | 1851년 2월 5일   | 1855년 1월 20일               | 간접 선거                              | 독립운동가, 군인 장성      |
| 10 |                          | 호세 테데오 모나가스 José Tadeo Monagas (1784년 ~ 1868년)                    | 15               | 1855년 1월 20일  | 1858년 3월 15일               | 간접 선거                              | 독립운동가, 군인           |
| 12 |                          | 훌리안 카스트로 콘트레라스 Julián Castro Contreras (1805년 ~ 1875년)         | 16               | 1858년 3월 18일  | 1859년 8월 2일                | 쿠데타                                 | 군인 장성, 정치인          |
| 13 |                          | 페드로 괄 에스칸돈 Pedro Gual Escandón (1783년 ~ 1862년)                     | 16               | 1859년 8월 2일   | 1859년 9월 29일               | 임시 대통령                            | 기자, 법조인               |
| 14 |                          | 마누엘 펠리페 데 토바르 Manuel Felipe de Tovar (1803년 ~ 1866년)             | 17               | 1859년 9월 29일  | 1861년 5월 20일               | 간접 선거                              | 정치인                     |
| 13 |                          | 페드로 괄 에스칸돈 Pedro Gual Escandón (1783년 ~ 1862년)                     | 17               | 1861년 5월 20일  | 1861년 8월 29일               | 임시 대통령                            | 기자, 법조인               |
| 5  |                          | 호세 안토니오 파에스 José Antonio Páez (1790년 ~ 1873년)                     | 18               | 1861년 8월 29일  | 1863년 6월 15일               | 독재                                   | 독립운동가, 군인           |
| 19 |                          | 후안 크리소스토모 팔콘 Juan Crisóstomo Falcón (1820년 ~ 1870년)              |                  |                  |                               |                                        |                            |
| 19 | 19                       | 후안 크리소스토모 팔콘 Juan Crisóstomo Falcón (1820년 ~ 1870년)              | 1863년 6월 17일  | 1864년 4월 22일  | 임시 대통령                   | 군인 장성                              |                            |
| 19 | 20                       | 후안 크리소스토모 팔콘 Juan Crisóstomo Falcón (1820년 ~ 1870년)              | 1864년 4월 22일  | 1868년 5월 2일   | 간접 선거                     | 군인 장성                              |                            |
| 16 |                          | 길레르모 델 빌레하스 Guillermo Tell Villegas (1823년 ~ 1907년)               | 21               | 1868년 5월 2일   | 1869년 6월 22일               | 임시 대통령                            | 법조인, 군인 장성          |
| 17 |                          | 호세 루베르토 모나가스 José Ruperto Monagas (1831년 ~ 1880년)                | 22               | 1868년 6월 22일  | 1870년 4월 27일               | 혁명                                   | 군인 장성                  |
| 18 |                          | 안토니오 구스만 블랑초 Antonio Guzmán Blanco (1829년 ~ 1899년)               |                  |                  |                               |                                        |                            |
| 18 | 23                       | 안토니오 구스만 블랑초 Antonio Guzmán Blanco (1829년 ~ 1899년)               | 1870년 4월 27일  | 1873년 2월 20일  | 혁명                          | 법조인, 군인 장성                      |                            |
| 18 | 24                       | 안토니오 구스만 블랑초 Antonio Guzmán Blanco (1829년 ~ 1899년)               | 1873년 2월 20일  | 1877년 2월 27일  | 간접 선거                     | 법조인, 군인 장성                      |                            |
| 19 |                          | 프란시스코 리나게스 알찬타라 Francisco Linares Alcántara (1825년 ~ 1878년)   | 25               | 1877년 2월 27일  | 1878년 11월 30일              | 간접 선거                              | 군인 장성                  |
| -  |                          | 호세 그레고리오 발레라 José Gregorio Valera                                  | 25               | 1878년 11월 30일 | 1879년 2월 26일               | 임시 대통령                            | 군인 장성                  |
| 18 |                          | 안토니오 구스만 블랑초 Antonio Guzmán Blanco (1829년 ~ 1899년)               |                  |                  |                               |                                        |                            |
| 18 | 26                       | 안토니오 구스만 블랑초 Antonio Guzmán Blanco (1829년 ~ 1899년)               | 1879년 2월 26일  | 1882년           | 연방 간접 선거                | 법조인, 군인 장성                      |                            |
| 18 | 27                       | 안토니오 구스만 블랑초 Antonio Guzmán Blanco (1829년 ~ 1899년)               | 1882년           | 1884년 4월 26일  | 연방 간접 선거                | 법조인, 군인 장성                      |                            |
| 20 |                          | 호아퀸 크레스포 Joaquín Crespo (1841년 ~ 1898년)                             | 28               | 1884년 4월 26일  | 1886년 9월 15일               | 연방 간접 선거                         | 군인 장성                  |
| 18 |                          | 안토니오 구스만 블랑초 Antonio Guzmán Blanco (1829년 ~ 1899년)               | 29               | 1886년 9월 15일  | 1887년 8월 8일                | 연방 간접 선거                         | 법조인, 군인 장성          |
| 21 |                          | 헤르모헤네스 로페스 Hermógenes López (1830년 ~ 1898년)                       | 29               | 1887년 8월 2일   | 1888년 7월 2일                | 대통령 직무 대행                       | 군인 장성                  |
| 22 |                          | 후안 파블로 로하스 파울 Juan Pablo Rojas Paúl (1826년 ~ 1905년)              | 30               | 1888년 7월 2일   | 1890년 3월 19일               | 연방 간접 선거                         | 법조인                     |
| 23 |                          | 라이문도 안두에자 팔라시오 Raimundo Andueza Palacio (1846년 ~ 1900년)        | 31               | 1890년 3월 19일  | 1892년 6월 17일               | 연방 간접 선거                         | 법조인                     |
| 16 |                          | 길레르모 델 빌레하스 Guillermo Tell Villegas (1823년 ~ 1907년)               | 31               | 1892년 6월 17일  | 1892년 8월 31일               | 임시 대통령                            | 법조인, 군인 장성          |
| 24 |                          | 길레르모 델 빌레하스 풀리도 Guillermo Tell Villegas Pulido (1854년 ~ 1949년) | 31               | 1892년 8월 31일  | 1892년 10월 7일               | 임시 대통령                            | 법조인                     |
| 20 |                          | 호아퀸 크레스포 Joaquín Crespo (1841년 ~ 1898년)                             |                  |                  |                               |                                        |                            |
| 20 | 32                       | 호아퀸 크레스포 Joaquín Crespo (1841년 ~ 1898년)                             | 1892년 10월 7일  | 1894년 3월 14일  | 혁명                          | 군인 장성                              |                            |
| 20 | 33                       | 호아퀸 크레스포 Joaquín Crespo (1841년 ~ 1898년)                             | 1894년 3월 14일  | 1898년 2월 28일  | 연방 간접 선거                | 군인 장성                              |                            |
| 25 |                          | 이그나시오 안드라데 Ignacio Andrade (1839년 ~ 1925년)                        | 34               | 1898년 2월 28일  | 1899년 10월 20일              | 직접 선거                              | 정치인                     |
| 26 |                          | 키프리아노 카스트로 루이스 Cipriano Castro Ruiz (1858년 ~ 1924년)            | 35               | 1899년 10월 20일 | 1908년 12월 19일              | 쿠데타                                 | 군인 장성                  |
| 27 |                          | 후안 비센테 고메스 Juan Vicente Gómez (1857년 ~ 1935년)                      | 36               | 1908년 12월 19일 | 1913년 8월 5일                | 쿠데타                                 | 군인 장성                  |
| 28 |                          | 호세 힐 포르토울 José Gil Fortoul (1861년 ~ 1943년)                          | 36               | 1913년 8월 5일   | 1914년 4월 19일               | 선출직 임시 대통령                     | 법조인                     |
| 29 |                          | 빅토리노 마르케스 부스틸로스 Victorino Márquez Bustillos (1858년 ~ 1941년)   | 37               | 1914년 4월 19일  | 1922년 6월 24일               | 선출직 임시 대통령                     | 법조인, 정치인             |
| 27 |                          | 후안 비센테 고메스 Juan Vicente Gómez (1857년 ~ 1935년)                      | 38               | 1922년 6월 24일  | 1929년 5월 30일               | 간접 선거                              | 군인 장성                  |
| 30 |                          | 후안 바티스타 페레스 Juan Bautista Pérez (1869년 ~ 1952년)                   | 39               | 1929년 5월 30일  | 1931년 6월 13일               | 간접 선거                              | 법조인, 행정관             |
| 27 |                          | 후안 비센테 고메스 Juan Vicente Gómez (1857년 ~ 1935년)                      | 40               | 1931년 6월 13일  | 1935년 12월 17일              | 간접 선거                              | 군인 장성                  |
| 31 |                          | 엘레아사르 로페스 콘트레라스 Eleazar López Contreras (1883년 ~ 1973년)       |                  |                  |                               |                                        |                            |
| 31 | 40                       | 엘레아사르 로페스 콘트레라스 Eleazar López Contreras (1883년 ~ 1973년)       | 1935년 12월 17일 | 1936년 6월 30일  | 대통령 직무 대행              | 군인 장성                              |                            |
| 31 | 41                       | 엘레아사르 로페스 콘트레라스 Eleazar López Contreras (1883년 ~ 1973년)       | 1936년 6월 30일  | 1941년 5월 5일   | 간접 선거                     | 군인 장성                              |                            |
| 32 |                          | 이사이아스 메디나 안게리타 Isaías Medina Angarita (1897년 ~ 1953년)          | 42               | 1941년 5월 5일   | 1945년 10월 18일              | 간접 선거                              | 군인 장성                  |
| 33 |                          | 로물로 베탕쿠르 Rómulo Betancourt (1908년 ~ 1981년)                          | 43               | 1945년 10월 19일 | 1948년 2월 17일               | 쿠데타                                 | 정치인                     |
| 34 |                          | 로물로 갈레고스 프레이레 Rómulo Gallegos Freire (1884년 ~ 1969년)            | 44               | 1948년 2월 17일  | 1948년 11월 24일              | 직접 선거                              | 기자, 작가                 |
| 35 |                          | 카를로스 델르하도 살바우드 Carlos Delgado Chalbaud (1909년 ~ 1990년)         | 45               | 1948년 11월 24일 | 1950년 11월 13일              | 쿠데타                                 | 육군 대위                  |
| 36 |                          | 헤르만 수아레스 플라메리츠 Germán Suárez Flamerich (1907년 ~ 1990년)         | 45               | 1950년 11월 27일 | 1952년 12월 2일               | 대통령 직무 대행                       | 법조인                     |
| 37 | 파일:Pérez Jiménez 2.jpg | 마르코스 페레스 히메네스 Marcos Pérez Jiménez (1914년 ~ 2001년)              | 46               | 1952년 12월 2일  | 1958년 1월 23일               | 간접 선거                              | 육군 소장                  |
| 38 |                          | 올프강 라르라자발 Wolfgang Larrazábal (1911년 ~ 2003년)                      | 47               | 1958년 1월 23일  | 1958년 11월 14일              | 쿠데타                                 | 해군 소장                  |
| 36 |                          | 에드가르 사나브리아 Edgar Sanabria (1911년 ~ 1989년)                         | 47               | 1958년 11월 14일 | 1959년 1월 13일               | 대통령 직무 대행                       | 법조인                     |
| 33 |                          | 로물로 베탕쿠르 Rómulo Betancourt (1908년 ~ 1981년)                          | 48               | 1959년 2월 12일  | 1964년 3월 13일               | 직접 선거                              | 정치인                     |
| 40 |                          | 라울 레오니 오테로 Raúl Leoni Otero (1905년 ~ 1972년)                        | 49               | 1964년 3월 13일  | 1969년 3월 11일               | 직접 선거                              | 법조인                     |
| 41 |                          | 라파엘 칼데라 Rafael Caldera (1916년 ~ 2009년)                               | 50               | 1969년 3월 11일  | 1974년 3월 12일               | 직접 선거                              | 법조인                     |
| 42 |                          | 카를로스 안드레스 페레스 Carlos Andrés Pérez Rodríguez (1922년 ~ 2010년)     | 51               | 1974년 3월 12일  | 1979년 3월 12일               | 직접 선거                              | 정치인                     |
| 43 |                          | 루이스 헤레라 캄핀스 Luis Herrera Campins (1925년 ~ 2007년)                  | 52               | 1979년 3월 12일  | 1984년 2월 2일                | 직접 선거                              | 법조인                     |
| 44 |                          | 하이메 루신치 Jaime Lusinchi (1924년 ~ 2014년)                               | 53               | 1984년 2월 2일   | 1989년 2월 2일                | 직접 선거                              | 내과 의사                  |
| 42 |                          | 카를로스 안드레스 페레스 Carlos Andrés Pérez Rodríguez (1922년 ~ 2010년)     | 54               | 1989년 2월 2일   | 1993년 5월 21일               | 직접 선거                              | 정치인                     |
| 45 |                          | 옥타비오 레파헤 Octavio Lepage (1923년 ~ 2017년)                             | 54               | 1993년 5월 21일  | 1993년 6월 5일                | 임시 대통령                            | 법조인                     |
| 46 |                          | 라몬 호세 벨라스케스 Ramón José Velásquez (1916년 ~ 2014년)                  | 54               | 1993년 6월 5일   | 1994년 2월 2일                | 임시 대통령                            | 기자, 법조인               |
| 41 |                          | 라파엘 칼데라 Rafael Caldera (1916년 ~ 2009년)                               | 55               | 1994년 2월 2일   | 1999년 2월 2일                | 직접 선거                              | 법조인                     |
| 47 |                          | 우고 차베스 Hugo Chávez (1954년 ~ 2013년)                                    |                  |                  |                               |                                        |                            |
| 47 | 56                       | 우고 차베스 Hugo Chávez (1954년 ~ 2013년)                                    | 1999년 2월 2일   | 2001년 1월 10일  | 직접 선거                     | 육군 중령                              |                            |
| 47 | 57                       | 우고 차베스 Hugo Chávez (1954년 ~ 2013년)                                    | 2001년 1월 10일  | 2007년 1월 10일  | 직접 선거                     | 육군 중령                              |                            |
| 47 | 58                       | 우고 차베스 Hugo Chávez (1954년 ~ 2013년)                                    | 2007년 1월 10일  | 2013년 1월 10일  | 직접 선거                     | 육군 중령                              |                            |
| 47 | 59                       | 우고 차베스 Hugo Chávez (1954년 ~ 2013년)                                    | 2013년 1월 10일  | 2013년 3월 5일   | 직접 선거                     | 육군 중령                              |                            |
| 48 |                          | 니콜라스 마두로 Nicolás Maduro (1962년 ~ )                                   | -                | 2013년 3월 5일   | 2013년 4월 19일               | 임시 대통령                            | 버스기사, 노동운동가       |
| 48 | 60                       | 니콜라스 마두로 Nicolás Maduro (1962년 ~ )                                   | 2013년 4월 19일  | 2019년 1월 11일  | 직접 선거                     |                                        | 버스기사, 노동운동가       |
| 48 | 61                       | 니콜라스 마두로 Nicolás Maduro (1962년 ~ )                                   | 2019년 1월 11일  | 2025년 1월 11일  | 직접 선거                     |                                        | 버스기사, 노동운동가       |
| 48 |                          | 후안 과이도 Juan Gerardo Guaidó Márquez (1983년 ~ )                          | 61               | 2019년 1월 23일  |                               | 임시 대통령                            | 정치인, 엔지니어           |